# Heike Hartwig
Heike Hartwig z domu Dittrich (ur. 30 grudnia 1962 w Bernburgu) – niemiecka lekkoatletka, specjalistka pchnięcia kulą, trzykrotna medalistka halowych mistrzostw Europy, olimpijka. W czasie swojej kariery startowała w barwach Niemieckiej Republiki Demokratycznej.

## Kariera sportowa
Zajęła 6. miejsce w pchnięciu kulą na halowych mistrzostwach Europy w 1984 w Göteborgu. Na kolejnych halowych mistrzostwach Europy w 1985 w Pireusie zdobyła w tej konkurencji brązowy medal, przegrywając jedynie z Heleną Fibingerovą z Czechosłowacji i Claudią Losch z Republiki Federalnej Niemiec. Zajęła 2. miejsce w zawodach pucharu świata w 1985 w Canberze oraz 5. miejsce na mistrzostwach Europy w 1986 w Stuttgarcie.
Ponownie zdobyła brązowy medal na halowych mistrzostwach Europy w 1987 w Liévin, za Natalją Achrimienko ze Związku Radzieckiego i swą koleżanką z reprezentacji NRD Heidi Krieger. Zajęła 6. miejsce na mistrzostwach świata w 1987 w Rzymie i również 6. miejsce na igrzyskach olimpijskich w 1988 w Seulu.
Zdobyła srebrny medal na halowych mistrzostwach Europy w 1989 w Hadze, przedzielając reprezentantki RFN Stephanie Storp i Iris Plotzitzkę. Na halowych mistrzostwach świata w 1989 w Budapeszcie zajęła 5. miejsce. Zajęła 2. miejsce w zawodach pucharu świata w 1989 w Barcelonie oraz 6. miejsce na mistrzostwach Europy w 1990 w Splicie.
Harwig była mistrzynią NRD w pchnięciu kulą w 1987, 1989 i 1990, wicemistrzynią w 1985 i 1986 oraz brązową medalistką w 1988. W hali była mistrzynią NRD w 1985, 1987 i 1989 oraz wicemistrzynią w 1986.

## Rekordy życiowe
- pchnięcie kulą – 21,31 m (16 maja 1988, Ateny)[14]
- rzut dyskiem – 63,12 m (14 września 1986, Budapeszt)[15]
- pchnięcie kulą (hala) – 20,75 m (7 lutego 1987, Senftenberg)[16][17]